# جامعة بوكوني
جامعة بوكوني (بالإيطالية: Università Commerciale Luigi Bocconi)‏ هي جامعة خاصة تقع في وسط ميلانو في إيطاليا إلى جانب حديقة رافيتسا. تأسست سنة 1902، وتمنح البكالوريوس والماجستير في العلوم ماجستير إدارة الاعمال والدكتوراة.

## من مشاهير الخريجين
- ماريو مونتي: رئيس وزراء إيطاليا.[2]

## من مشاهير الأساتذة
- لويجي إيناودي: رئيس جمهورية إيطاليا الأسبق.
- ماريو مونتي: رئيس وزراء إيطاليا.[3]